# Cook-Gletscher (Südgeorgien)
Der Cook-Gletscher ist ein Gletscher an der Nordküste Südgeorgiens. Er fließt in nordnordöstlicher Richtung zur Saint Andrews Bay.
Eine deutsche Forschergruppe benannte ihn während des Ersten Internationalen Polarjahres (1882–1883). Namensgeber ist der britische Seefahrer und Entdecker James Cook (1728–1779).